# Бонк, Аркадиуш
Аркадиуш Бонк (пол. Arkadiusz Bąk; род. 6 октября 1974 года, Старгард-Щециньски) — польский футболист, атакующий полузащитник. Известный по выступлениям за клуб «Полония» (Варшава) и сборную Польши. Участник чемпионата мира 2002 года.

## Клубная карьера
Бонк является воспитанником клуба «Блекитни Старград», в профессиональном футболе дебютировал в клубе «Олимпия» (Познань), в начале карьеры сменил несколько польских клубов, нигде ни задерживаясь надолго, пока в 1997 году не попал в варшавскую «Полонию», в которой он провёл 4 сезона, ставших лучшими в его карьере. В составе «Полонии» он стал чемпионом Польши и обладателем национального Кубка, стал регулярно вызываться в сборную Польши, а в 1998 году стал лучшим бомбардиром чемпионата Польши. Успехи Бонка в составе «Полонии» не остались незамеченными и в 2001 году он перешёл в английский «Бирмингем Сити», но Бонк не сумел закрепиться в основном составе и через год вернулся в польский чемпионат. После возвращения в Польшу карьера Бонка пошла на спад, он перестал вызываться в сборную, и вновь, как и в начале карьеры, стал практически каждый год менять клуб. Профессиональную карьеру Бонк завершил в 2008 году.

## Карьера в сборной
В составе национальной сборной Бонк дебютировал 8 февраля 1998 года в матче со сборной Парагвая. Всего в составе сборной провёл 13 матчей, голами не отмечался. Принимал участие в чемпионате мира 2002 года.

## Достижения
Полония
- Чемпион Польши: 2000
- Обладатель Кубка Польши: 2001
- Обладатель Кубка Экстраклассы: 2000

Индивидуальные
- Лучший бомбардир чемпионата Польши: 1998